# Birkaborgen

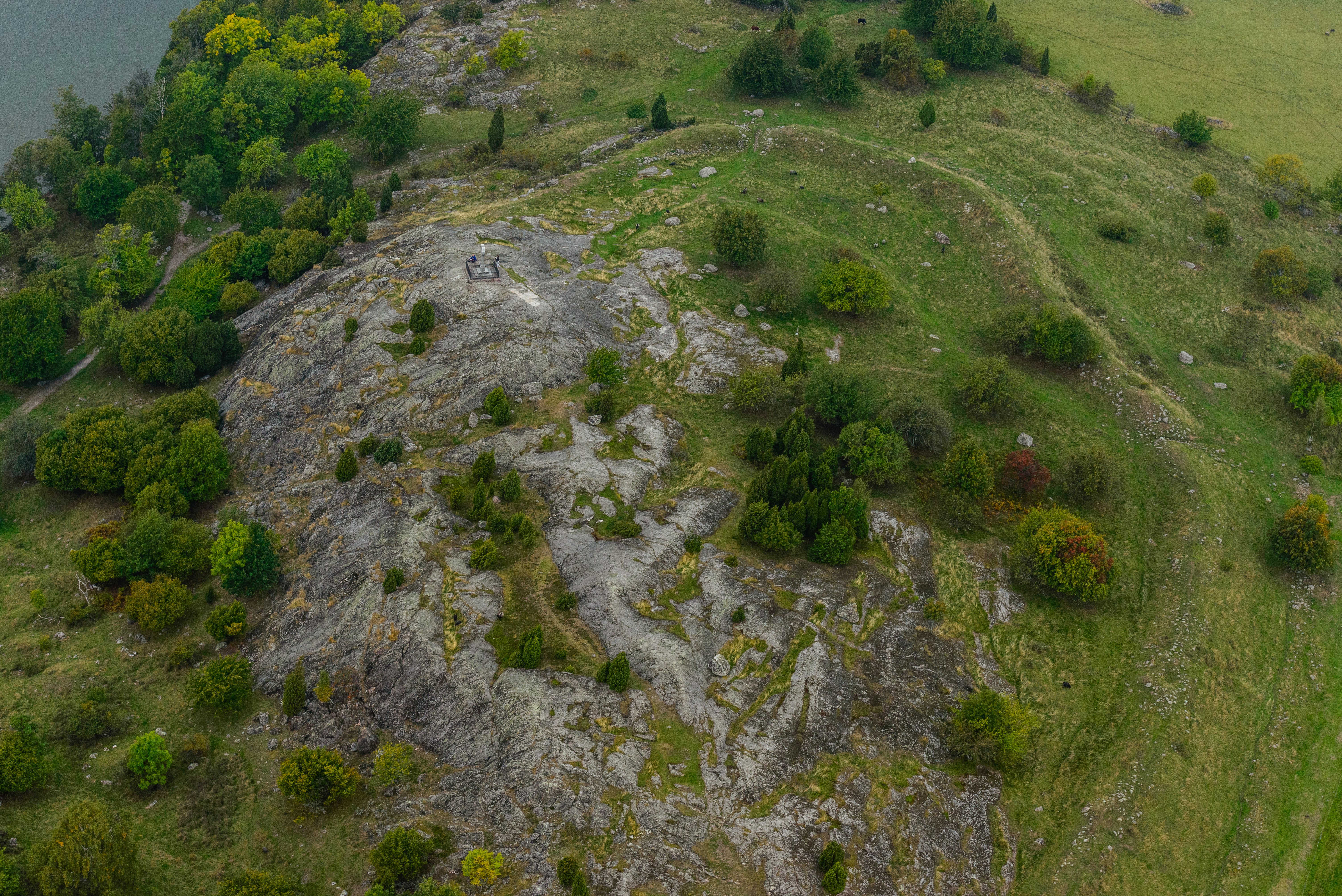
Flygbild över Birkaborgen med borgvallen synlig till höger om berget.

Birkaborgen kallas den fornborg som fanns vid Birka på Björkö utanför Stockholm. Den är den enda av de fornborgar man undersökt i Mälardalen som säkert kan dateras till vikingatid, och är en av få "bevarade" större byggnader från vikingatiden över huvud taget. Det var även ovanligt att fornborgarna låg i så nära anslutning till ett samhälle. Borgen brann flera gånger under tiden den var i bruk. Sista gången var i skiftet mellan 900- och 1000-talet varefter den övergavs. Idag står Ansgarskorset i det som en gång var borgen

## Utformning
Borgvallen är omkring 350 meter lång, två till tre meter hög och sju till åtta meter bred. Den var byggd i skalmursteknik med två tunna parallella murar utfyllda med jord emellan. På vallen har det tidigare funnits ett bröstvärn av trä, som gett muren ytterligare höjd. Vallen var halvcirkelformad då en brant klippa gjorde den västra sidan oåtkomlig ändå. Utöver öppningen på den västra sidan fanns tre ingångar, varav en kallas Kungsporten. 

## Garnisonen
Strax nordväst om borgen låg den så kallade Garnisonen, som bestod av ett par hus. Där fann man vid utgrävningar på 1930-talet pilspetsar, spjutspetsar och sköldbucklor. Man hittade även delar av vikingatida rustningar vilket inte hittats i Sverige tidigare. Vidare hittade man många lås och nycklar, vilka kan ha använts för att låsa in utrustningen. Fynden tyder på att Birkas militärer hade en förläggning här året runt. 
Fynd av pilspetsar utanför Garnisonens plank tyder på att den anfallits från sjösidan; under järnåldern var väpnade konflikter vanliga. 

## Graven
Under muren finns en grav som kol-14-daterats till första hälften av 700-talet, innehållande en äldre man och en häst. Man hittade även rester av matavfall och krukor runt graven vilket tyder på att man intagit rituella måltider på platsen. I gravens överbyggnad fann man dessutom ytterligare ett skelett. Ovanpå graven var en stor sten rest, vilken måste ha synts från Birka och personen i graven bör därför ha varit en mycket högt uppsatt person. 
Stenen hade senare fått utgöra en del av en tidigare borgvall som byggts på platsen. Bröstvärnet på denna vall hade anpassats efter stenen. 

## Bilder

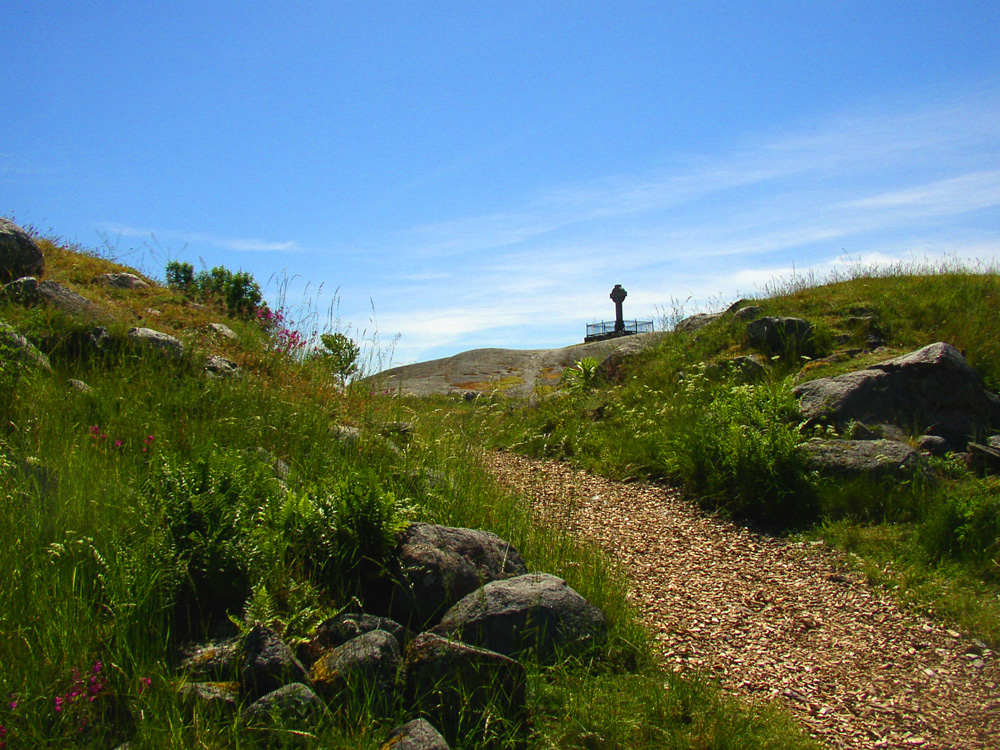
Rester av borgvallen med Ansgarskorset i bakgrunden.
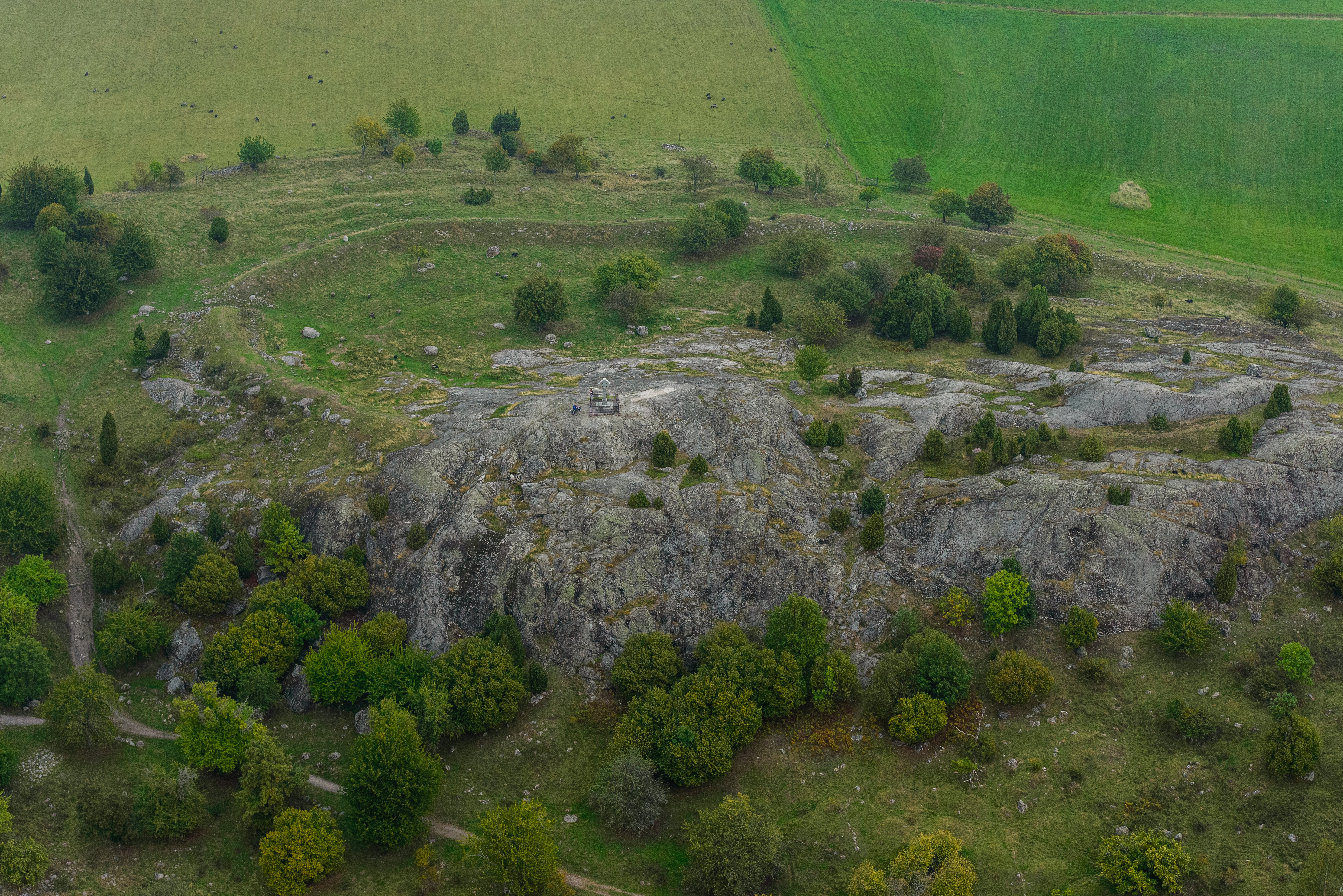
Borgberget från luften.
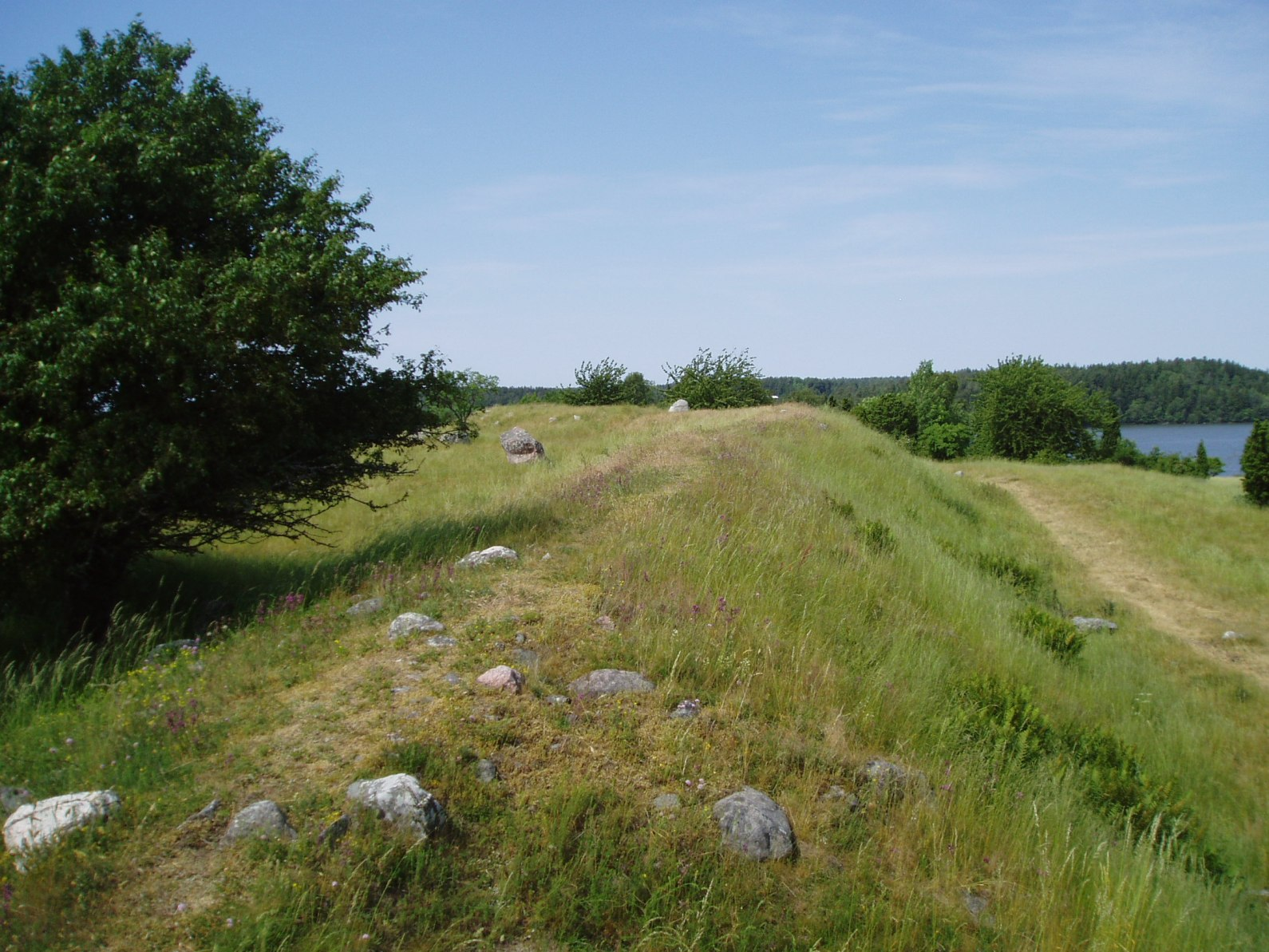
Borgvallen.